# Larry Perkins
 Larry Perkins  va ser un pilot de curses automobilístiques australià que va arribar a disputar curses de Fórmula 1.
Va néixer el 18 de març del 1950 a Cowangie, Victoria, Austràlia.

## A la F1
Larry Perkins va debutar a l'onzena cursa de la temporada 1974 (la 25a temporada de la història) del campionat del món de la Fórmula 1, disputant el 4 d'agost del 1974 el GP d'Alemanya al circuit de Nürburgring.
Va participar en un total de quinze curses de F1, disputades en tres temporades no consecutives (1974 i 1976-1977), aconseguint finalitzar en vuitena posició com a millor classificació en una cursa i no assolí cap punt pel campionat del món de pilots.

## Resultats a la Fórmula 1
| Any  | Equip                      | Xassís      | Motor      | 1   | 2       | 3      | 4      | 5     | 6       | 7       | 8       | 9       | 10  | 11      | 12      | 13      | 14     | 15      | 16      | 17  | Posició | Punts |
| ---- | -------------------------- | ----------- | ---------- | --- | ------- | ------ | ------ | ----- | ------- | ------- | ------- | ------- | --- | ------- | ------- | ------- | ------ | ------- | ------- | --- | ------- | ----- |
| 1974 | Dalton-Amon International  | Amon        | Cosworth   | ARG | BRA     | SUD    | ESP    | BEL   | MON     | SUE     | HOL     | FRA     | GBR | ALE NVQ | AUT     | ITA     | CAN    | USA     |         |     | -       | 0     |
| 1976 | HB Bewaking Alarm Systems  | Boro Ensign | Cosworth   | BRA | SUD     | O.USA  | ESP 13 | BEL 8 | MON NVQ | SUE Ret | FRA     | GBR     | ALE | AUT     | HOL Ret | ITA Ret |        |         |         |     | -       | 0     |
| 1976 | Martini Racing             | Brabham     | Alfa Romeo |     |         |        |        |       |         |         |         |         |     |         |         |         | CAN 17 | USA Ret | JAP Ret |     | -       | 0     |
| 1977 | Rotary Watches Stanley BRM | BRM         | BRM        | ARG | BRA Ret |        |        |       |         |         |         |         |     |         |         |         |        |         |         |     | -       | 0     |
| 1977 | Rotary Watches Stanley BRM | BRM         | BRM        |     |         | SUD 15 |        |       |         |         |         |         |     |         |         |         |        |         |         |     | -       | 0     |
| 1977 | Team Surtees               | Surtees     | Cosworth   |     |         |        | O.USA  | ESP   | MON     | BEL 12  | SUE NVQ | FRA NVQ | GBR | GER     | AUT     | HOL     | ITA    | USA     | CAN     | JAP | -       | 0     |

### Resum
| Curses: | Victòries: | Pòdiums: | Poles: | Voltes ràpides: | Punts: |
| ------- | ---------- | -------- | ------ | --------------- | ------ |
| 15      | 0          | 0        | 0      | 0               | 0      |